# Giao phối lựa chọn

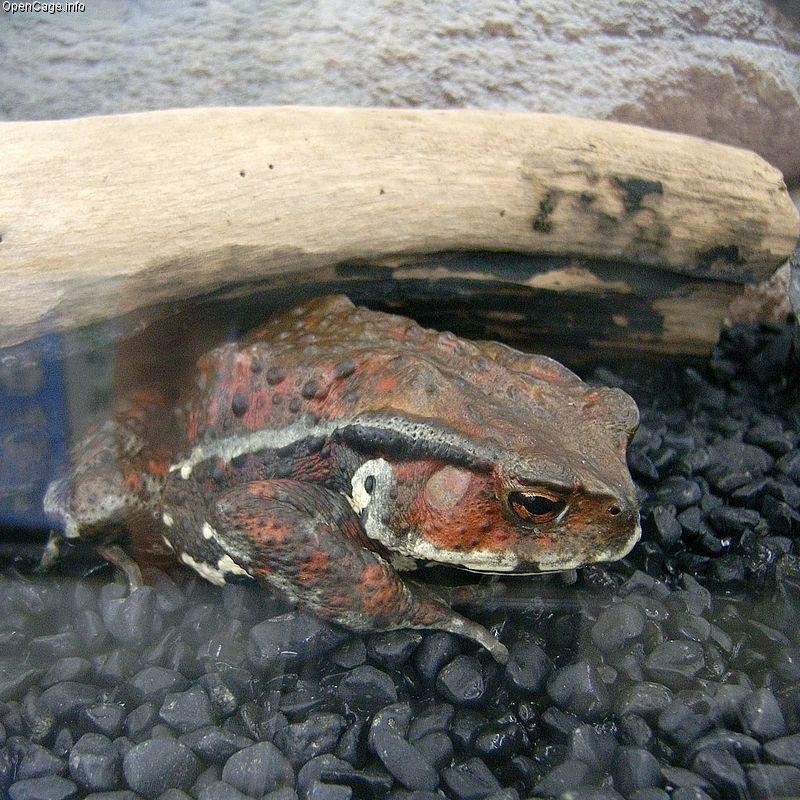
Cóc Nhật Bản

Giao phối lựa chọn (Assortative mating) hay còn gọi là giao phối chọn lọc (positive assortative) và giao phối cùng loại (homogamy) là một mô hình trong hệ thống giao phối và một hình thức chọn lọc giới tính theo đó, các cá thể có kiểu hình tương tự có xu hướng giao phối với nhau thường xuyên hơn mong đợi theo hình thái giao phối ngẫu nhiên. Giao phối chọn lựa là kiểu giao phối trong đó các cá thể đực và cái không bắt cặp ngẫu nhiên mà có sự lựa chọn theo kiểu hình (giao phối cùng loại).
Người ta quan sát trong một cái hồ có hai loài cá giống nhau về hình thái nhưng khác nhau về màu sắc và tập tính giao phối của chúng là cùng màu thì giao phối với nhau, khác màu thì lại không giao phối từ đó dần dần chúng sẽ tách biệt quần thể và hình thành loài bằng cơ chế cách li tập tính gắn với đặc điểm liên quan tới tập tính giao phối, theo đó các cá thể đó có xu hướng thích giao phối với nhau (giao phối có chọn lọc) lâu dần, sự khác biệt về vốn gen do giao phối không ngẫu nhiên và do các nhân tố khác có thể dẫn tới cách li sinh sản từ đó hình thành loài mới.

## Đại cương
Một số ví dụ về kiểu hình tương tự là kích thước cơ thể, màu da hoặc sắc tố và tuổi tác. Giao phối lựa chọn có thể làm tăng mối quan hệ di truyền trong gia đình và là nghịch đảo của giao phối phân tán. Có các trường hợp xảy ra:
- Nếu như các cá thể có xu hướng giao phối với các cá thể khác có kiểu hình tương tự, thì gọi là giao phối chọn lựa dương tính (positive assortative mating). Ở người, sự giao phối có lựa chọn diễn ra đối với các tính trạng như chiều cao, màu mắt, màu tóc, vì vậy nó chỉ ảnh hưởng đến các tần số kiểu gene của locus nào có liên quan đến việc xác định kiểu hình được sử dụng trong giao phối.
- Nếu như sự lựa chọn ít được quan tâm nhưng tần số của các cặp giao phối vẫn khác xa với tần số của các cặp ngẫu phối, thì gọi là giao phối không lựa chọn (disassortative mating) hay chọn lựa âm tính (negative assortative mating). Kiểu giao phối không lựa chọn phổ biến trong các hệ thống tự bất dục (self-sterility) ở thực vật.

Giao phối không phân biệt (còn được gọi là giao phối âm tính hoặc dị hợp tử) có nghĩa là các cá thể có kiểu gen hoặc kiểu hình không giống nhau giao phối với nhau thường xuyên hơn so với dự kiến giao phối ngẫu nhiên. Giao phối phá hủy làm giảm sự tương đồng di truyền trong gia đình. Giao phối assortative tích cực xảy ra thường xuyên hơn so với giao phối lựa chọn tiêu cực. Trong cả hai trường hợp, kiểu giao phối không ngẫu nhiên dẫn đến sai lệch điển hình so với nguyên tắc Hardyát Weinberg hay Phương trình Hardy–Weinberg (quy định rằng tần số kiểu gen trong quần thể sẽ không đổi từ thế hệ này sang thế hệ khác nếu không có các ảnh hưởng tiến hóa khác, chẳng hạn như "lựa chọn bạn đời" trong trường hợp này)
Một số giả thuyết đã được đề xuất để giải thích hiện tượng giao phối cùng loại. Giao phối có chọn lọc đã phát triển từ sự kết hợp của các yếu tố khác nhau, khác nhau giữa các loài khác nhau. Giao phối chọn lọc liên quan đến kích thước cơ thể có thể phát sinh do hậu quả của cạnh tranh nội tại. Ở một số loài, kích thước có tương quan với sự thuận lợi ở con cái. Do đó, con đực chọn giao phối với con cái lớn hơn, con đực lớn hơn đánh bại con đực nhỏ hơn trong việc tán tỉnh chúng. Ví dụ về các loài biểu hiện loại giao phối này bao gồm nhện nhảy Phidippus clarus và bọ cánh cứng Diaprepes.
Đôi khi, việc giao phối có thể phát sinh do hậu quả của cạnh tranh xã hội. Đặc điểm ở một số cá thể có thể chỉ ra khả năng cạnh tranh cho phép họ chiếm lĩnh các lãnh thổ tốt nhất. Các cá thể có đặc điểm tương tự chiếm lãnh thổ tương tự có nhiều khả năng giao phối với nhau. Trong kịch bản này, giao phối cùng loại không nhất thiết phát sinh từ sự lựa chọn, mà là do sự gần gũi. Điều này đã được ghi nhận ở chim xanh phương tây mặc dù không có bằng chứng xác định rằng đây là yếu tố chính dẫn đến việc giao phối phụ thuộc màu sắc ở loài này. Các yếu tố khác nhau có thể được áp dụng đồng thời để dẫn đến giao phối phân loại ở bất kỳ loài nào.